# Okapi Conservation Project
L'Okapi Conservation Project è un'organizzazione non governativa fondata nel 1987 per proteggere gli okapi minacciati di estinzione e prede dei bracconieri.

## Storia

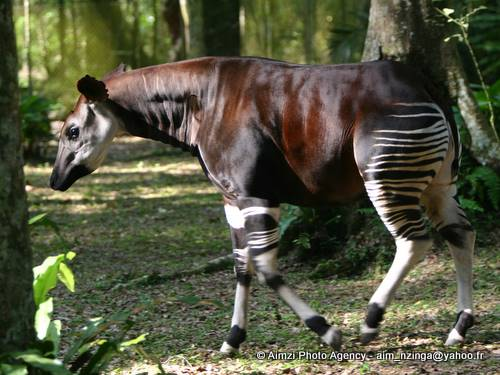
Esemplare di okapi

Il progetto è nato nel 1987 per la protezione degli okapi che hanno il loro habitat naturale esclusivamente nel territorio della Repubblica Democratica del Congo. I fondatori furono John Lukas con Karl Ruf. Ruf morì nel 2003 in un incidente stradale e Lukas divenne poi presidente dell'organizzazione.

## Sito Unesco
L'Okapi Conservation Project, che è partner del Wildlife Conservation Network, controlla un'area di 13.700 chilometri quadrati e nel 1966 è stata inserita tra i siti patrimonio mondiale delle Nazioni Unite.